# Splendrillia nenia
Splendrillia nenia é uma espécie de gastrópode do gênero Splendrillia, pertencente a família Drilliidae.